# Vera Holgk et ses filles
Pour les articles homonymes, voir Liebe.
Vera Holgk et ses filles (Unmögliche Liebe) est un film allemand réalisé par Erich Waschneck, sorti en 1932. Ce film est tiré d'un roman de Alfred Schirokauer intitulé Die unmögliche Liebe.

## Synopsis
À la suite de la Révolution d'Octobre, Vera Holgk est venue à Berlin avec son mari, un officier russe. Aujourd'hui veuve, elle élève deux jeunes filles, Nora et Toni. Afin de subvenir aux besoins de la petite famille, la mère trouve un emploi dans une usine de porcelaine. Un jour, lors d'un événement social, Vera rencontre un jeune collègue, le professeur Steinkampp. Des sentiments s'éveillent en elle qu'elle croyait enterrés depuis la mort prématurée de son mari. Elle éprouve un lien intérieur profond avec la jeune artiste qui va bien au-delà du maternel et lui permet de redevenir femme. Afin d'éviter la disharmonie dans sa relation avec ses filles, Vera cache d'abord sa nouvelle connaissance. Le professeur Steinkampp semble rendre ses sentiments. Il lui propose même son atelier lorsque Vera veut participer à un concours de sculpture. Nora et Toni remarquent les changements chez leur mère et sentent que leur lien avec elle menace de se desserrer. Mais les jeunes femmes commencent aussi peu à peu à s'émanciper, à se détacher de leur mère et à suivre leur propre chemin. Alors que Nora a appris à connaître et à aimer le diplomate de Möllenhof, Toni est liée au photographe Erwin Hammer. Celui-ci rêve à son tour d'une carrière de photoreporter, qui devrait idéalement l'emmener aux quatre coins du monde.
Vera Holgk remporte en fait le concours, qu'elle a jusqu'à présent caché à ses filles. Elle leur en parle à tous les deux, mais continue de garder le silence sur la romance naissante avec Steinkampp. Par hasard sous la forme d'un article de journal, les filles de Vera découvrent maintenant cette liaison. Nora est choquée que sa mère vive apparemment son deuxième printemps et quitte le domicile parental. Toni, quant à elle, prend le parti de sa mère et tente de l'aider en en savoir plus sur Steinkampp. Il est marié! Sa femme est dans un hôpital psychiatrique femme engagée. Vera décide de prendre sa propre photo de l'inconnu à la clinique. Dans sa misérable existence, elle semble s'accrocher à l'amour de son mari, qui lui apporte soutien et espoir. Désabusée et profondément attristée, Vera Holgk décide alors de retourner à son ancienne vie.

## Fiche technique
- Titre original : Unmögliche Liebe ou Töchter aus guter Familie ou Unmögliche Liebe - Vera Holgh und ihre Töchter (Autriche)
- Titre français : Vera Holgk et ses filles[2]
- Réalisation : Erich Waschneck
- Scénario : Erich Waschneck, Frank Winterstein
- Photographie : Bruno Mondi
- Montage : Friedel Buckow
- Assistant caméra : E.W. Fiedler
- Décors : Hans Jacoby
- Musique : Wolfgang Zeller
- Pays de production :  République de Weimar
- Société de production : Märkische Film GmbH
- Producteur : Rolf Baum
- Longueur : 2 404 mètres
- Format : Noir et blanc - 1,37:1 - Mono
- Date de sortie : 
  - République de Weimar : 23 décembre 1932
  - France : 20 mars 1933[2]

## Distribution
- Asta Nielsen : Vera Holgk
- Ery Bos : Nora, sa sœur
- Ellen Schwanneke : Toni, sa fille
- Hans Rehmann : Prof.Steinkampp
- Elisabeth Wendt : Katharina Steinkampp
- Anton Pointner : Leopold von Möllendorf
- Walter Steinbeck : le consul Werner
- Lotte Spira : l'épouse du consul
- Carl Balhaus : Erwin Hammer
- Hilde Hildebrand : Mlle Martini
- Julius Falkenstein : Zimmermann
- Werner Scharf : Hagedorf, rédacteur du Gerechtigkeit
- Tamara Oberländer
- Katja Bennefeld
- Eugen Burg
- Ernst Behmer
- Alfred Haase
- Friedrich Ettel